# Russkaja svadba XVI stoletija
Russkaja svadba XVI stoletija (ryska: Русская свадьба XVI столетия: fritt översatt: Ryskt bröllop på 1500-talet) är en rysk drama-stumfilm från 1909, regisserad av Vasilij Gontjarov.

## Rollista
- Aleksandra Gontjarova
- Vasilij Stepanov
- Andrej Gromov
- Lidija Tridenskaja
- Pjotr Tjardynin